# (6590) Barolo
(6590) Barolo (1985 TA2) – planetoida z grupy pasa głównego asteroid okrążająca Słońce w ciągu 5,26 lat w średniej odległości 3,02 j.a. Odkryta 15 października 1985 roku.